# Krzyżówka trolejbusowa
Krzyżówka – urządzenie zainstalowane na sieci trakcyjnej krzyżujące dwa tory trakcji trolejbusowej. Nie umożliwia zmiany toru jazdy.